# Creu de terme de les Ventalles
La Creu de terme de les Ventalles és una creu de terme d'Ulldecona a la comarca del Montsià inclosa a l'Inventari del Patrimoni Arquitectònic de Catalunya.

## Descripció
Són les restes d'una antiga creu caminal a uns sis quilòmetres d'Ulldecona, a l'altura del barri de les Ventalles, vora l'antic camí reial de Tortosa-Vinaròs que després esdevingué carretera comarcal. Consta d'un basament esglaonat de pedra que sosté una columna vuitavada amb un capitell treballat amb relleus que representen d'esquerra a dreta un escut d'Ulldecona i un grup de tres homes amb vestimenta medieval. Les figures es troben en part mutilades, especialment a l'altura dels caps. El tractament dels relleus és força naturalista, amb plecs i volums bastant cuidats.

## Història
És possible que es tracti d'una creu medieval, ja que es troba en el límit amb el terme municipal de Freginals. La data de construcció es remunta possiblement als segles xiv o xv, quan es va col·locar la termal del Lloret a l'extrem sud d' Ulldecona.
La creu superior original va ser destruïda en els primers temps de la Guerra Civil, de la mateixa manera que la termenal del Lloret, que va ser substituïda per una moderna creu de pedra amb els braços romboïdals i sense decoració esculpida; aquest afegit modern va desaparèixer l'any 1999.